# الانتخابات الرئاسية الأوكرانية 1999
انتخابات الرئاسة الأوكرانية 1999 هي الانتخابات الرئاسية التي جرت في 1999، في أوكرانيا، لانتخاب قائمة رؤساء أوكرانيا، فاز بالانتخابات ليونيد كوتشما.